# Принсес Ан (Мериленд)
Принсес Ан (енгл. Princess Anne) град је у америчкој савезној држави Мериленд.

## Демографија
По попису из 2010. године број становника је 3.290, што је 977 (42,2%) становника више него 2000. године.
| Група             | 2000.         | 2010.         |
| Белци             | 785 (33,9%)   | 834 (25,3%)   |
| Афроамериканци    | 1.454 (62,9%) | 2.250 (68,4%) |
| Азијати           | 18 (0,8%)     | 45 (1,4%)     |
| Хиспаноамериканци | 39 (1,7%)     | 94 (2,9%)     |
| Укупно            | 2.313         | 3.290         |